# Синагога на Форштадській
Синагога на Форштадській — юдейська синагога в Херсоні. Не збереглася.

## Історія
Будівля синагоги не збереглася. Знаходилася на розі 2-го Успенського провулку (нині — провулок Спартаківський) та 3-ї Форштадтської вулиці (нині — вул. Бориса Мозолевського).